# Lễ hội hoa anh đào Hoa Kỳ
- Đây là lễ hội truyền thống của Nhật Bản với tên gọi Hanami, thường diễn ra vào cuối tháng 3 và đầu tháng 4.
- Hanami là từ được ghép bởi Hana có nghĩa là hoa và mi có nghĩa là ngắm nhìn. Như vậy Hanami có nghĩa là ngắm, thưởng lãm hoa. Lễ hội này là một trong những lễ hội lâu đời nhất ở Nhật Bản có truyền thống hàng ngàn năm nay và là một nét đẹp không thể thiếu trong văn hóa Nhật.
- Hoa anh đào là quốc hoa của đất nước mặt trời mọc. Nó tượng trưng cho sự thanh khiết, mỏng manh và trong trắng.
- Tục lệ chơi và ngắm hoa anh đào được hình thành từ thời Nara bắt đầu từ việc một số quân thần mang cành hoa đang nở dâng Thiên Hoàng nhân dịp đầu xuân. Nhưng phải đến đầu thế kỉ 17 thời Edo, hoa anh đào mới được trồng phổ biến tại các công viên tạo thành Satora-Kura- làng hoa anh đào, nơi thường diễn ra các lễ hội hoa anh đào cho đến ngày nay.
- Khi mùa xuân về, hoa anh đào lại nở rộ trên khắp đất nước Nhật và ở đâu cũng diễn ra những lễ hội ngắm hoa, nhất là ở các đô thị lớn như Tokyo, Osaka, Yokohama...Chỉ tính riêng Tokyo đã có 21 điểm chính thức được tổ chức trong thể lễ hội hoa anh đào vào tháng 3,4 ở các công viên lớn như: công viên Ueno ở quận Taito, công viên Shinjuku Goen ở quận Shinjuku, công viên Yoyogi Koen ở quận Harajuku,...
- Hoa anh đào là  một loài hoa chóng nở chóng tàn, thời gian từ lúc hoa nở cho đến khi tàn chỉ khoảng 10 ngày đến 2 tuần. Tùy theo thời tiết khí hậu của mỗi vùng mà hoa anh đào nở vào từng thời điểm khác nhau. Ở miền Nam nước Nhật ấm hơn nên hoa nở vào tháng một trong khi miền Bắc thì có thể nở vào tháng 5. Vì vậy người yêu hoa có thể du lịch từ Nam ra Bắc để thưởng lãm hoa cũng như hòa mình vào không khí lễ hội trên mọi miền đất nước.
- Trong tiết trời xuân ấm áp, người dân Nhật thường chọn cho mình những địa điểm trồng nhiều hoa anh đào như công viên, dọc bờ sông để tổ chức picnic, ngắm hoa, trò chuyện, ca hát cả ngày lẫn đêm. Họ thưởng thức những món ăn truyền thống như sushi, cơm hộp bento, uống rượu sake hay một loại rượu thường uống khi ngắm hoa được gọi là Hanamizake. Vào thời điểm này, các bạn dễ dàng bắt gặp hình ảnh các võ sĩ sumo hay những người phụ nữ Nhật trong trang phục kimono truyền thống.
- Hiện nay, lễ hội hoa anh đào không chỉ được tổ chức ở Nhật mà nó còn diễn ra ở nhiều nơi trên thế giới như: Việt Nam,Mỹ, Australia,...Đây là cơ hội để mọi người có thể thưởng thức vẻ đẹp thanh khiết của hoa anh đào cũng như là cơ hội để nước Nhật quảng bá nét đẹp văn hóa của họ.
- Lễ kỷ niệm có bóng bay heli khổng lồ và đầy màu sắc, xe hoa, ban nhạc diễu hành, âm nhạc và các hoạt động khác.[1]